# Ленґі (Свідвинський повіт)
Ленґі (пол. Łęgi, нім. Langen) — село в Польщі, у гміні Полчин-Здруй Свідвинського повіту Західнопоморського воєводства.
Населення — 295 осіб (2011).

## Демографія
Демографічна структура станом на 31 березня 2011 року:
|          | Загалом | Допрацездатний вік | Працездатний вік | Постпрацездатний вік |
| -------- | ------- | ------------------ | ---------------- | -------------------- |
| Чоловіки | 158     | 27                 | 119              | 12                   |
| Жінки    | 137     | 26                 | 85               | 26                   |
| Разом    | 295     | 53                 | 204              | 38                   |